# Miasto światłości
Miasto światłości – powieść fantastycznonaukowa Mieczysława Smolarskiego wydana w 1924. Powojenne wznowienie ukazało się w 1988 r. nakładem Wydawnictwa Poznańskiego w serii „SF” oraz w 2023 r. nakładem Stalker Books.
Powieść łączy wątki antyutopijne i katastroficzne. Opisuje koniec Ziemi, następujący w serii dwóch kataklizmów. Pierwszy z nich niszczy w większości cywilizację, zaś drugi w ogóle Ziemię – za sprawą jej mieszkańców. Utwór przestrzega przed imperializmem i barbarzyństwem oraz niekontrolowanym postępem technicznym. Obecne są w nim wątki antymilitarystyczne i pacyfistyczne panujące po I wojnie światowej.
Powieść wraz z kontynuacją (Podróż poślubna pana Hamiltona (1928)) była tłumaczona na język rosyjski, angielski, hiszpański, włoski i niemiecki. Rozgłosu dylogii dodała głośna afera jakoby Aldous Huxley wraz ze swoim bestsellerem Nowy, wspaniały świat miał dokonać plagiatu dzieła polskiego autora. 

## Kontrowersje związane z plagiatem
Pewne podobieństwa do Miasta światłości oraz innego dzieła Smolarskiego – Podróż poślubna Pana Hamiltona – wykazuje powieść Aldousa Huxleya Nowy wspaniały świat wydana w 1932. Z tego powodu Smolarski zarzucał Huxleyowi popełnienie plagiatu. Huxley nie ustosunkował jednak się do zastrzeżeń. 
Sprawa swego czasu rozpatrywana była przez PEN Club, nie doczekała się jednak ani rozwiązania, ani nawet odzewu Huxleya, do dziś budząc kontrowersje.

W 1982 zarzuty ponowił Antoni Smuszkiewicz w książce Zaczarowana gra:
Początkowe rozdziały Nowego wspaniałego świata przypominają do złudzenia Podróż poślubną pana Hamiltona, następnie zaś – począwszy od rozdziału VI powieści Huxleya – Miasto Światłości. Czy mamy tu do czynienia z zadziwiającą, wprost niewiarygodną zbieżnością koncepcji, czy też ze zwyczajnym plagiatem, popełnionym na utworach naszego pisarza, trudno dociec bez przeprowadzenia skrupulatnych badań, które mogłyby stać się przedmiotem odrębnego studium (...). List ten został jednak bez odpowiedzi, której – jak donosił Smolarskiemu Julian Krzyżanowski po zasięgnięciu informacji w Anglii – Huxley wolał uniknąć, choć jako szanujący się autor był do niej zobowiązany. Tak więc do dziś sprawa jest co najmniej niejasna (...). Kwestii plagiatu nie rozstrzygnął jednoznacznie ani PEN Club, ani specjalnie powołana komisja.